# Fuscoptilia emarginatus
Fuscoptilia emarginatus là một loài bướm đêm thuộc họ Pterophoridae. Nó được tìm thấy ở the Hokkaido, Honshu và quần đảo Kyushu của Nhật Bản, quần đảo Kuril, Hàn Quốc, Trung Quốc và Amur.
Chiều dài cánh trước là 8–12 mm.
Ấu trùng ăn Lespedeza bicolor và Lespedeza cuneata. Chúng ăn lá của cây chủ và hóa nhộng dưới lá. Con trưởng thành bay từ tháng 5 đến tháng 9.